# آرام چوبانیان
آرام چوبانیان (ارمنی: Արամ Վ. Չոբանյան؛ انگلیسی: Aram Chobanian؛ زادهٔ ۱۰ اوت ۱۹۲۹ - درگذشته ۳۱ اوت ۲۰۲۳) دانشمند ارمنی‌تبار اهل ایالات متحده آمریکا بود. وی بین سال‌های ۲۰۰۳ تا ۲۰۰۵ رئیس دانشگاه بوستون بود.

## زندگی‌نامه
دکتر چوبانیان به عنوان عضو خارجی فرهنگستان ملی علوم جمهوری ارمنستان برگزیده شده‌است. چوبانیان مدرک بی‌ای خویش را از دانشگاه براون و مدرک دکترای پزشکی خویش را از مدرسه پزشکی هاروارد کسب کرده‌است. وی مدال طلا از طرف دانشگاه پزشکی دولتی ایروان و نشان مسروپ ماشتوتس از سوی جاثلیق آرام یکم دریافت کرده‌است.

## یادداشت
1. ↑  President Ad Interim of